# Victory Road 2012
Victory Road 2012 è stata la ottava edizione del pay-per-view prodotto dalla federazione Total Nonstop Action Wrestling (TNA). L'evento si è svolto il 18 marzo 2012 nell'Impact Wrestling Zone di Orlando, Florida.

## Risultati
| # | Risultati                                                                                 | Stipulazioni                                                                                        | Durata |
| - | ----------------------------------------------------------------------------------------- | --------------------------------------------------------------------------------------------------- | ------ |
| 1 | James Storm ha sconfitto Bully Ray                                                        | Single match per determinare il contendente numero uno al titolo TNA World Heavyweight Championship | 01:10  |
| 2 | Austin Aries (c) ha sconfitto Zema Ion                                                    | Single match per il titolo TNA X Division Championship                                              | 11:08  |
| 3 | Samoa Joe e Magnus (c) hanno sconfitto Crimson e Matt Morgan                              | Tag team match per il titolo TNA World Tag Team Championship                                        | 03:00  |
| 4 | Devon ha sconfitto Robbie E (c) (con Robbie T)                                            | Open Challenge match per il titolo TNA Television Championship                                      | 03:00  |
| 5 | Gail Kim (c) ha sconfitto Madison Rayne                                                   | Single match per il titolo TNA Knockouts Championship                                               | 07:09  |
| 6 | A.J. Styles e Mr. Anderson hanno sconfitto Bad Influence (Christopher Daniels e Kazarian) | Tag team match                                                                                      | 13:59  |
| 7 | Kurt Angle ha sconfitto Jeff Hardy                                                        | Single match                                                                                        | 19:07  |
| 8 | Bobby Roode ha sconfitto Sting                                                            | No Holds Barred match                                                                               | 16:40  |
|   | (c) = campione in carica al momento dell'inizio del match                                 | |        |